# SARSコロナウイルス2-イプシロン株

2021年7月1日時点でイプシロン株の症例が確認されている国・地域と確認症例数（GISAID発表）
凡例:
10,000 +
1,000 – 9,999
100 – 999
10 – 99
2 – 9
1
0 / またはデータなし

SARSコロナウイルス2-イプシロン株（サーズコロナウイルスツー イプシロンかぶ、英語: SARS-CoV-2 Epsilon variant、別名: 系統 B.1.427/B.1.429、CAL.20C）は、新型コロナウイルス感染症 (COVID-19) の原因ウイルスとして知られるSARSコロナウイルス2 (SARS-CoV-2) の変異株である。2020年7月にアメリカ合衆国カリフォルニア州で最初に検出された。カリフォルニア型変異株と呼称されることもある。
世界保健機関 (WHO) は注目すべき変異株 (VOI) に指定し、WHOラベルではイプシロン株 (Epsilon variant) に分類していたが、2021年7月にVOIから除外された。

## 経緯
イプシロン株は、2020年7月にカリフォルニア州ロサンゼルスで確認された変異ウイルスで、同年11月には収集された検体のサンプルの全体の36%を占めるようになった。また、2021年1月までにイプシロン株の割合は、カリフォルニア州で50%に上っている。カリフォルニア大学などは、声明で、北カリフォルニアの複数の郡でもイプシロン株が検出されたことが発表されている。2020年11月から12月にかけて、北カリフォルニアでは、イプシロン株の割合が、3%から25%にまで上昇しているなど、アメリカ西海岸を中心に感染が拡大している。ただ、アメリカ全体では2021年1月の時点で、アルファ株が感染のほとんどを占め、イプシロン株の確認は少ない。しかし1月を過ぎてから、ヨーロッパ・アジア・オーストラリアで相次いでイプシロン株が検出されている。ただし、同年2月からカリフォルニア州でイプシロン株の感染割合は、急速に低下し、その後、4月ごろに世界中で殆ど感染が確認されなくなり、事実上姿を消した。ウイルスが消滅したとみられる原因は、75%以上当初から占めていたアルファ株の更なる置き換わりと、デルタ株の出現とされている。

## 分類

### 命名
2020年3月、アメリカのカリフォルニア州で初めて記録され、後に系統 B.1.427 (lineage B.1.427) および系統 B.1.429 (lineage B.1.429) と命名された。2021年5月末、WHOは懸念される変異株 (VOC) や注目すべき変異株 (VOI) にギリシャ文字を使用する新しい方針を導入した後、系統 B.1.427/B.1.429に対しイプシロン (ε:Epsilon) のラベルを割り当てた。

### 変異の特徴
イプシロン株は、I4205VとD1183Y・L452Rという遺伝子の変異が著しいとしていて、遺伝子変異の一つである、L452Rは、デルタ株にもみられる変異である。また、この変異株は、従来株と比べて、感染力が高まっている可能性があるとされているが、これを確認するにはさらなる研究を要する。アメリカ疾病対策センター (CDC)は、感染率や重症化率が20%程度増加した可能性があるとし、この変異株は、承認されている治療薬で、重症化するリスクを低減することができるとした。
また、以前にウイルスに感染したことがあるか、新型コロナウイルス (COVID-19) のワクチンを受けたことがある人でも感染する可能性があるともしている。

スパイクタンパク質に焦点を当てたSARS-CoV-2のゲノムマップ上にプロットされたイプシロン株のアミノ酸変異。

## 統計
| 世界のイプシロン株の感染者数 | 世界のイプシロン株の感染者数 | 世界のイプシロン株の感染者数 |
| 国名                         | 感染者数（人）               | 最後に感染が確認された日     |
| ---------------------------- | ---------------------------- | ---------------------------- |
| アメリカ合衆国               | 50,723                       | 2021年7月23日                |
| メキシコ                     | 474                          | 2021年6月8日                 |
| カナダ                       | 326                          | 2021年5月7日                 |
| 韓国                         | 103                          | 2021年4月26日                |
| アルバ                       | 57                           | 2021年4月24日                |
| デンマーク                   | 37                           | 2021年3月21日                |
| チリ                         | 30                           | 2021年6月7日                 |
| アルゼンチン                 | 28                           | 2021年5月12日                |
| イギリス                     | 21                           | 2021年5月10日                |
| 日本                         | 20                           | 2021年4月16日                |
| オーストラリア               | 20                           | 2021年4月12日                |
| コスタリカ                   | 12                           | 2021年5月5日                 |
| ドイツ                       | 10                           | 2021年6月8日                 |
| イスラエル                   | 10                           | 2021年2月25日                |
| グアム                       | 8                            | 2021年3月27日                |
| 台湾                         | 8                            | 2021年1月31日                |
| グアテマラ                   | 7                            | 不明                         |
| フランス                     | 7                            | 2021年3月1日                 |
| アイルランド                 | 7                            | 2021年4月28日                |
| オランダ                     | 5                            | 2021年3月10日                |
| スペイン                     | 5                            | 2021年6月3日                 |
| ニュージーランド             | 4                            | 2020年12月28日               |
| シンガポール                 | 4                            | 2021年3月27日                |
| スイス                       | 4                            | 2021年3月1日                 |
| カメルーン                   | 3                            | 2021年2月5日                 |
| グアドループ                 | 3                            | 2021年1月30日                |
| ノルウェー                   | 3                            | 2021年4月12日                |
| カンボジア                   | 2                            | 2021年1月20日                |
| フィンランド                 | 2                            | 2021年2月6日                 |
| イタリア                     | 2                            | 2021年2月11日                |
| ペルー                       | 2                            | 2021年2月24日                |
| スウェーデン                 | 2                            | 2021年1月28日                |
| トルコ                       | 2                            | 2021年2月11日                |
| アイスランド                 | 2                            | 2021年3月22日                |
| コロンビア                   | 2                            | 2021年1月8日                 |
| アンギラ                     | 1                            | 2021年3月19日                |
| アンティグア・バーブーダ     | 1                            | 2021年4月24日                |
| バルバドス                   | 1                            | 2021年4月12日                |
| ベルギー                     | 1                            | 2021年1月18日                |
| イギリス領ヴァージン諸島     | 1                            | 2021年1月7日                 |
| キュラソー                   | 1                            | 2021年3月19日                |
| インド                       | 1                            | 2021年3月2日                 |
| 北マケドニア                 | 1                            | 2021年1月26日                |
| 北マリアナ諸島               | 1                            | 2021年1月16日                |
| シント・マールテン           | 1                            | 2021年2月16日                |
| ドミニカ共和国               | 1                            | 詳細不明                     |
| 46か国合計                   | 計51,966                     |                              |